# Pusztaapáti
Pusztaapáti là một thị trấn thuộc hạt Zala, Hungary. Thị trấn này có diện tích 10,59 km², dân số năm 2010 là 29 người, mật độ 3 người/km².